# Pehr Forsskål
Pehr Forsskål (ou Peter Forskål ou Petrus Forskål) (11 janvier 1732, Helsingfors - 11 juillet 1763, Yarim (Yémen)) est un explorateur, orientaliste et naturaliste suédois.

## Biographie

### Jeunesse et études
Pehr Forsskål est né à Helsinki, en Finlande (alors province du royaume de Suède), où son père, Johannes Forsskål, sert comme pasteur. Sa mère, Margareta Kolbeck, meurt alors qu'il n'est âgé que de trois ans.
La famille Forsskål revient en Suède en 1741 lorsque le père obtient la paroisse de Tegelsmora dans la province d'Uppland et l'archidiocèse d'Uppsala. Il entre à l'université d'Uppsala le 27 novembre 1742, à l'âge de 10 ans, ce qui n'était pas exceptionnel pour l'époque. Il interrompt ses études en 1746 lorsque son père devient pasteur de la paroisse finnoise de Stockholm. En 1751, il reçoit une bourse qui lui permet de reprendre ses études. Il obtient un diplôme de théologie la même année et suit les cours de Carl von Linné (1707-1778) et de l'orientaliste Carl Aurivillius (1717-1786). En 1753, il se rend à l'université de Göttingen, probablement en raison des contacts qu'Aurivillius entretient avec Johann David Michaelis (1717-1791), et y étudie la théologie, la philosophie et la philologie orientale. Il y obtient son bachelor et son master le 12 juin 1756 (sa thèse s'intitule Dubia de principiis philosophiae recentioris). Il retourne la même année à Uppsala où il poursuit des études d'économie. Mais sa dissertation de 1759 où il prône la liberté de la presse, De libertate civili, est censurée par le gouvernement et il est banni du pays.

### Expédition en Arabie
Sur les recommandations de Michaelis et avec l'appui de Linné, Forsskål est embauché en 1760 par Frédéric V de Danemark (1723-1766) pour participer comme naturaliste à une expédition en Arabie sous la conduite de Carsten Niebuhr (1733-1815), orientaliste et mathématicien. L'expédition part le 7 janvier 1761 à bord du navire Grönland, arrive à Marseille le 14 mai et à Constantinople le 30 juillet. Elle repart le 11 septembre à destination de l'Égypte et y passe un an, jusqu'en octobre 1762. Forsskål y améliore ses connaissances des dialectes arabes. Fin 1762, l'expédition arrive au Yémen. Forsskål constitue une grande collection d'animaux et de plantes de ce pays mais il meurt de malaria le 11 juillet 1763.
Niebuhr, seul survivant de l'expédition, ramène la plus grande partie des collections au Danemark et se charge de la publication des manuscrits de Forsskål. Il fait paraître en 1775 Descriptiones Animalium - Avium, amphiborum, insectorum, vermium quæ in itinere orientali observavit Petrus Forskål. La même année, il fait aussi paraître un catalogue de plantes du Yémen et de la basse-Égypte, Flora Ægyptiaco-Arabica sive descriptiones plantarum quas per Ægyptum Inferiorem et Arabiam felicem detexit, illustravit Petrus Forskål. Les déterminations de Forsskål sont réputées pour leurs précisions.
En dépit des conditions de transport défavorables qui l'ont partiellement endommagée, la collection de Forsskål "était arrivée dans un état exploitable à l'université de Copenhague, qui les confia à Peder Ascanius, directeur du cabinet d'Histoire naturelle et professeur à l'Amphithéâtre d'Économie et de Science naturelle de Charlottenborg, qui les laisse tranquillement pourrir et moisir dans quelque dépôt que seuls fréquentent les rats. D'Uppsala, le maître de Forsskal, le grand Linné adresse des messages d'inquiétude à un jeune zoologue de sa connaissance : « Nous sommes encore dans l'ignorance du sort qui attend les trésors que le défunt Forsskål a acquis aux dépens de sa vie [...] Ses lettres sont sans effet ». Quand cinquante ans plus tard, le grand herbier de Forsskal est enfin ouvert par le botaniste Carl Frederik Albert Christensen (1872-1942), la plus grande partie est détruite et ce qui subsiste n'apporte plus de connaissances nouvelles. Quant aux manuscrits sauvés grâce au dévouement de Carsten Niebuhr ils ne seront publiés que deux siècles plus tard, ayant perdu alors, eux aussi, tout caractère de nouveauté.